# باربرا لا مار
باربرا لا مار (بالإنجليزية: Barbara La Marr)‏ هي كاتبة سيناريو وممثلة أمريكية، ولدت في 28 يوليو 1896 في ياكيما في الولايات المتحدة، وتوفيت في 30 يناير 1926 في ألتادينا في الولايات المتحدة بسبب سل والتهاب الكلى.

## وصلات خارجية
- باربرا لا مار على موقع IMDb (الإنجليزية)
- باربرا لا مار على موقع ألو سيني (الفرنسية)
- باربرا لا مار على موقع تيرنر كلاسيك موفيز (الإنجليزية)
- باربرا لا مار على موقع أول موفي (الإنجليزية)
- باربرا لا مار على موقع قاعدة بيانات الأفلام السويدية (السويدية)
- باربرا لا مار على موقع قاعدة بيانات الفيلم (الإنجليزية)
- باربرا لا مار على موقع كينوبويسك (الروسية)